# King Solomon's Mines (1937)
King Solomon's Mines is een Britse film uit 1937 van Robert Stevenson, het is de eerste verfilming van het gelijknamige boek van Henry Rider Haggard.
Deze eerste verfilming volgt het boek in de grote lijnen, al is er een bijrol weggelegd voor een vrouwelijk medespeler om er wat meer romantiek aan toe te voegen, al wordt Quatermain neergezet als een kil en afstandelijk type.
Hoofdrolspeler Paul Robeson zorgt als enige acteur voor de muzikale noot in de film en brengt drie nummers ten gehore; Walk! Walk!, Climbin Up en Kukuwana.

## Verhaal
Kathleen O'Brien is achtergelaten door haar vader Patrick, die op zoek is gegaan naar de verloren gewaande mijnen van Salomo. Uit wanhoop klopt ze aan bij de avonturier en gids Allan Quatermain, die niet gelooft in de mythe van de mijnen maar zich toch over het meisje ontfermt. Samen met de drager Umbopa en enkele Engelse gelukzoekers trekken ze door de droge woestijn, waar ze ternauwernood uit weten te ontsnappen. Ze worden dan gevonden door een nog onbekende stam geleid door Twala, die de expeditieleden wil offeren, maar dan staat Umbopa op en zegt de rechtmatige troonpretendent te zijn van de stam. Quatermain moet in het belang van Umbopa de strijd aangaan met de dorpssterkste die de titel van Twala verdedigt, om daarna de mijnen van Salomo met eigen ogen te vinden.

## Rolverdeling
| Acteur           | Personage                |
| ---------------- | ------------------------ |
| Paul Robeson     | Umbopa                   |
| Cedric Hardwicke | Allan Quatermain         |
| Roland Young     | Cmdr. Good               |
| Anna Lee         | Kathleen 'Kathy' O'Brien |
| John Loder       | Sir Henry Curtis         |
| Arthur Sinclair  | Patrick 'Patsy' O'Brien  |
| Robert Adams     | Twala                    |
| Arthur Goullet   | Sylvestra Getto          |
| Ecce Homo Toto   | Infadoos                 |
| Makubalo Hlubi   | Kapse                    |
| Mjujwa           | Scragga                  |